# Kaschafrud
Kaschafrūd (auch Kashafrūd oder Kashaf Rūd, persisch کشفرود Kaschaf-rūd) ist ein archäologischer Fundplatz des Altpaläolithikum südöstlich von Maschhad im Nordosten des heutigen Iran.  Er liegt am gleichnamigen Fluss, der zu den wichtigsten Flüssen der iranischen Provinz Razavi-Chorasan gehört.  Die hier gefundenen Artefakte, größtenteils Kerne, sind der älteste Nachweis menschlicher Besiedlung Irans.
Der französische Archäologe C. Thibault datierte das gefundene Oldowan-ähnliche Steinwerkzeug aus Quarz auf 800.000 v. Chr. Moustérien-Artefakte aus dem Mittelpleistozän wiesen außerdem  Ähnlichkeiten mit Funden aus dem Kaukasus  auf. Die Steine wurden im Iranischen Nationalmuseum erneut analysiert und zum Teil ausgestellt.